# Central de Minas
Central de Minas är en kommun i Brasilien.   Den ligger i delstaten Minas Gerais, i den sydöstra delen av landet, 800 km öster om huvudstaden Brasília. Antalet invånare är 6 774.
Omgivningarna runt Central de Minas är huvudsakligen savann. Runt Central de Minas är det glesbefolkat, med 19 invånare per kvadratkilometer.